# Cobalt(III) carbonat
Cobalt(III) carbonat là một hợp chất hóa học vô cơ có công thức Co2(CO3)3. Hợp chất này tồn tại dưới trạng thái là một chất rắn màu xanh lá cây không ổn định, phản ứng với nước.

## Điều chế
Cobalt(III) carbonat có tính phản ứng cao nên rất khó để điều chế; ngoài ra, rất ít muối của Co(III) được biết đến.
Để điều chế được cobalt(III) carbonat, ta sẽ phải cho thuốc thử tạo phức và H2O2 tác dụng với muối CoCO3. Cũng có thể dùng hợp chất có tính oxy hóa mạnh để điều chế hợp chất như NaClO với H2O2 tác dụng với CoCO3 để điều chế hợp chất.

## Phản ứng

### Với nước
Cobalt(III) carbonat dễ phản ứng với nước:
Co2(CO3)3 + 3H2O → 2Co(OH)3↓ + 3CO2↑

### Với muối carbonat của kim loại kiềm, kiềm thổ
Cobalt(III) carbonat không ổn định; tuy nhiên, ở trạng thái phức chất thì nó sẽ tạo ra phức ổn định [Co(CO3)3]3−. Kim loại kiềm và kiềm thổ kết hợp với ion này tạo màu nâu đen, các hợp chất này đều không tan trong nước.

### Với amonia
Co2(CO3)3 còn tạo một số hợp chất với NH3, như Co2(CO3)3·10NH3·2H2O chỉ được biết đến dưới dạng dung dịch màu đỏ hay Co2(CO3)3·12NH3·7H2O là tinh thể vàng nâu.